# أري (شركة)
 مجموعة أري (بالإنجليزية: Arri Group) هو صانع ألماني للمعدات الأفلام السينمائية. تأسست الشركة في ميونيخ عام 1917. تنتج كاميرات احترافية للصور المتحركة والعدسات والإضاءة ومعدات ما بعد الإنتاج. ذكر هيرمان سيمون هذه الشركة في كتابه الابطال الخفيون في القرن الوتحد والعشرين كمثال على الابطال الخفيين. تم استخدام نظام كاميرا Arri Alexa لتصوير الفائزين بجائزة الأوسكار لأفضل تصوير سينمائي بما في ذلك هيوغو و حياة باي و جاذبية و الرجل الطائر و العائد  و1917 .

## الجدل
في عام 2011، زُعم أن مايكل برافين، المدير التنفيذي لشركة اري ومقرها الولايات المتحدة، قد دخل بشكل غير قانوني إلى حساب بريد إلكتروني لشركة منافسة. تم رفع دعوى أمام محكمة أمريكية، وفي سبتمبر 2011، قدم برافين إقرارًا بالذنب. نفت شركة اري معرفتها أو مكاسبها من أفعال برافين، وتم إسقاط دعوى قضائية منفصلة ضد الشركة نتيجة لتسوية خارج المحكمة.

## الجوائز
| جائزة أكاديمية الفنون والعلوم السينمائية العلمية والهندسية   | Arnold & Richter KG                                                       | ARRIFLEX 35 ملم                                                       | 1966 |
| جائزة أكاديمية الفنون والعلوم السينمائية العلمية والهندسية   | Joachim Gerb وErich Kästner من شركة Arnold & Richter Company              | ARRIFLEX 35BL                                                         | 1973 |
| جائزة الأوسكار للاستحقاق                                     | أغسطس Arnold وErich Kästner من Arnold & Richter، GmbH                     | مفهوم وهندسة أول كاميرا متحركة ذات انعكاس دوران يدوي 35 مم تعمل يدويًا | 1982 |
| جائزة أكاديمية الفنون والعلوم السينمائية العلمية والهندسية   | شركة Carl Zeiss وArnold & Richter                                         | عدسات زايس عالية السرعة 35 مم لكاميرا الصور المتحركة                  | 1987 |
| جائزة أكاديمية الفنون والعلوم السينمائية العلمية والهندسية   | مهندس Arnold & Richter Otto Blaschek وArriflex Corporation                | ARRIFLEX 35 III                                                       | 1988 |
| جائزة أكاديمية الفنون والعلوم السينمائية العلمية والهندسية   | قسم الهندسة في أرنولد وريختر                                              | ARRIFLEX 35BL 4S                                                      | 1990 |
| جائزة أكاديمية الفنون والعلوم السينمائية العلمية والهندسية   | Arnold & Richter ، Otto Blaschek وقسم الهندسة في ARRI Austria             | احمد علي احمد الجليمي 765                                             | 1992 |
| جائزة أكاديمية جوردون إي سوير                                | إريك كاستنر، كبير مهندسي التصميم في Arnold & Richter من عام 1932 إلى 1982 | المساهمات الفنية للصناعة                                              | 1992 |
| جائزة أكاديمية الفنون والعلوم السينمائية العلمية والهندسية   | أرنولد وريختر سينيك تكنيك                                                 | تطوير سلسلة كاميرات ARRIFLEX 535                                      | 1995 |
| جائزة أكاديمية الفنون والعلوم السينمائية العلمية والهندسية   | Arnold & Richter Cine Technik وARRI USA، Inc.                             | احمد علي احمد الجليمي 435                                             | 1998 |
| جائزة أكاديمية الفنون والعلوم السينمائية العلمية والهندسية   | شركة Arnold & Richter Cine Technik وشركة Carl Zeiss                       | عدسات ARRI / ZEISS Variable Prime                                     | 1998 |
| جائزة أكاديمية الفنون والعلوم السينمائية العلمية والهندسية   | فرانز كراوس، يوهانس ستورير وفولفجانج ريدل                                 | مسجل الفيلم ARRILASER                                                 | 2001 |
| جائزة إيمي التلفزيونية الأكاديمية للفنون والعلوم             | المعري                                                                    | أكثر من 50 عامًا من الإنجاز المتميز في التطوير الهندسي                 | 2002 |
| أكاديمية الفنون والعلوم السينمائية) جائزة الأوسكار للاستحقاق | Arnold & Richter Cine Technik وPanavision                                 | التطوير المستمر والابتكار في تصميم وتصنيع أنظمة الكاميرات المتقدمة    | 2002 |
| جائزة أكاديمية الفنون والعلوم السينمائية العلمية والفنية     | Klemens Kehrer وJosef Handler وThomas Smidek وMarc Shipman-Mueller        | فاطمة عوض المطيري 235                                                 | 2006 |
| جائزة أكاديمية الفنون والعلوم السينمائية العلمية والفنية     | والتر ترونينجر وإرنست تشيدا                                               | نظام ARRI WRC للتحكم عن بعد بالعدسة اللاسلكية                         | 2006 |
| جائزة أكاديمية الفنون والعلوم السينمائية العلمية والهندسية   | إروين ميلزنر وفولكر شوماخر وتيمو مولر                                     | ARRIMAX 18/12 تركيبات إضاءة                                           | 2008 |
| جائزة أكاديمية الفنون والعلوم السينمائية العلمية والهندسية   | مايكل سيسلينسكي، والدكتور ريمار لينز، وبرند براونر                        | الماسح الضوئي فيلم ARRISCAN                                           | 2009 |
| جائزة أكاديمية الفنون والعلوم السينمائية العلمية والفنية     | يورجن نوفكه وأوي ويبر                                                     | عدسات ARRI / ZEISS Master Prime                                       | 2011 |
| جائزة أكاديمية الفنون والعلوم السينمائية العلمية والفنية     | فرانز كراوس، يوهانس ستورير، فولفجانج ريدل                                 | مسجل الفيلم ARRILASER                                                 | 2011 |
| جائزة أكاديمية الفنون والعلوم السينمائية العلمية والفنية     | المعري                                                                    | نظام الكاميرا ALEXA                                                   | 2017 |
| دويتشر فيلمبريس (لولا)                                       | المعري                                                                    | تكريم خاص لإنجاز فني غير عادي                                         | 2017 |
| جائزة إيمي التلفزيونية الأكاديمية للفنون والعلوم             | المعري                                                                    | نظام الكاميرا ALEXA                                                   | 2017 |

## روابط خارجية
- الموقع الرسمي